# Roy Dunn
Roy Harvey Dunn (ur. 4 sierpnia 1910 w Knowles, zm. 10 czerwca 2000 w Holly) – amerykański zapaśnik walczący w stylu wolnym. Olimpijczyk z Berlina 1936, gdzie zajął dziesiąte miejsce w wadze ciężkiej.

## Letnie Igrzyska Olimpijskie 1936
| Konkurencja       | Rundy eliminacyjne     | Rundy eliminacyjne  | Klas. końcowa |
| Konkurencja       | Przeciwnik I           | Przeciwnik II       | Miejsce       |
| ----------------- | ---------------------- | ------------------- | ------------- |
| +87 kg styl wolny | Nils Åkerlindh (SWE) P | Willy Bürki (SUI) P | 10.           |